# Muhammad VI.
Muhammad VI. (někdy též Mohamed VI., arabsky محمد السادس, celým jménem Muhammad ibn al-Hasan, * 21. srpna 1963, Rabat) je od 23. července 1999 marocký král z dynastie Alavitů. Na trůn nastoupil po smrti svého otce, krále Hasana II.
Muhammad vlastní velké podíly v několika ekonomických sektorech v Maroku. Jeho čisté jmění se odhaduje na mezi 2,1 miliardy USD a více než 8,2 miliardy USD. Podle amerického obchodního časopisu Forbes byl v roce 2014 nejbohatším králem v Africe a 5. nejbohatším králem na světě.
Po nástupu na trůn zavedl řadu reforem a změnil rodinný zákoník, Mudawana, čímž ženám poskytl více moci. Uniklé diplomatické depeše z WikiLeaks v roce 2010 vedly k obvinění z korupce na Muhammadově dvoře. V roce 2011 probíhaly nepokoje. Bylo to období Arabského jara v Maroku. Lidé protestovali proti korupci a naléhali na potřebu politické reformy. V reakci na to král Muhammad VI. vyhlásil program reforem a zavedl novou ústavu. Tyto reformy byly schváleny veřejným referendem dne 1. července 2011.

## Raný život a vzdělání
Muhammad VI. byl druhé dítě a nejstarší syn Hasana II. a jeho druhé ženy, Lally Latify. V den jeho narození byl Muhammad jmenován dědicem trůnu a korunním princem. Jeho otec mu od útlého věku zajistil náboženské a politické vzdělání. Ve věku čtyř let začal navštěvovat školu koránu v královském paláci, kde se učil zpaměti Korán, a získal náboženské a tradiční vzdělání.
Po základním a středoškolském vzdělání na Royal College, kterou absolvoval v roce 1981, získal Muhammad v roce 1985 titul BA v právu na Právnické fakultě v Rabatu. Zabýval se strategií Marockého království v oblasti mezinárodních vztahů. V roce 1987 získal první Certificat d'Études supérieures (CES) v politických vědách a v červenci 1988 Diplôme d'Études Approfondies (DEA) veřejného práva. V listopadu 1988 se vzdělával v Bruselu u Jacquese Delorse, tehdejšího předsedy Evropské komise.
Dne 29. října 1993 mu byl na francouzské univerzitě v Nice udělen titul Ph.D. z práv, když obhájil s vyznamenáním práci na téma vztahy zemí EHS a maghrebu. Dne 12. července 1994 byl povýšen do hodnosti generálmajora. Obdržel také čestný titul od George Washington University (dne 22. června 2000) za podporu demokracie v Maroku.
Časopis The New York Times uvedl, že před nástupem na trůn Muhammad VI. „získal během let pověst playboye, projevujícího zálibu v rychlých automobilech a nočních klubech.“

## Král Maroka
Dne 23. července 1999 nastoupil Muhammad VI. po svém otci na trůn a 30. července byl korunován v Rabatu.

### Kritika královských výdajů
Maroku patří 121. místo v indexu lidského rozvoje OSN. Deset procent populace žije v absolutní chudobě. Uprostřed pandemie covidu-19 údajně koupil Muhammad VI. od saúdské královské rodiny panské sídlo v Paříži blízko Eiffelovy věže za 80 milionů EUR.

### Sociální reformy a liberalizace

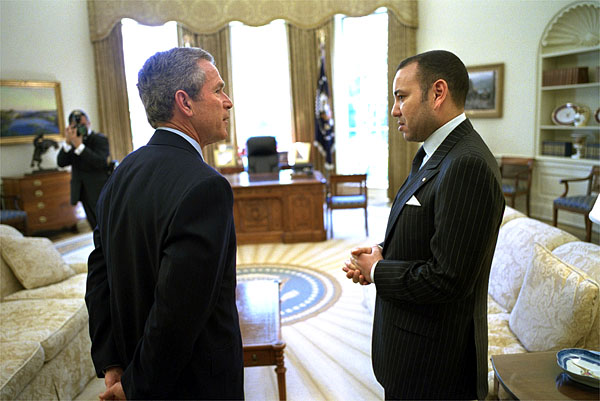
Muhammad VI. (vpravo) hovořil s americkým prezidentem Georgem W. Bushem ve Washingtonu 23. dubna 2002

Krátce poté, co nastoupil na trůn, promluvil Muhammad VI. ke svému národu prostřednictvím televize a slíbil, že zvládne chudobu a korupci, a zároveň vytvoří pracovní místa a zlepší situaci v oblasti lidských práv. Proti jeho reformní rétorice se postavili islamističtí konzervativci a některé z jeho reforem rozhněvaly fundamentalisty. V únoru 2004 přijal nový zákon o rodině neboli Mudawana, který ženám poskytl více práv.

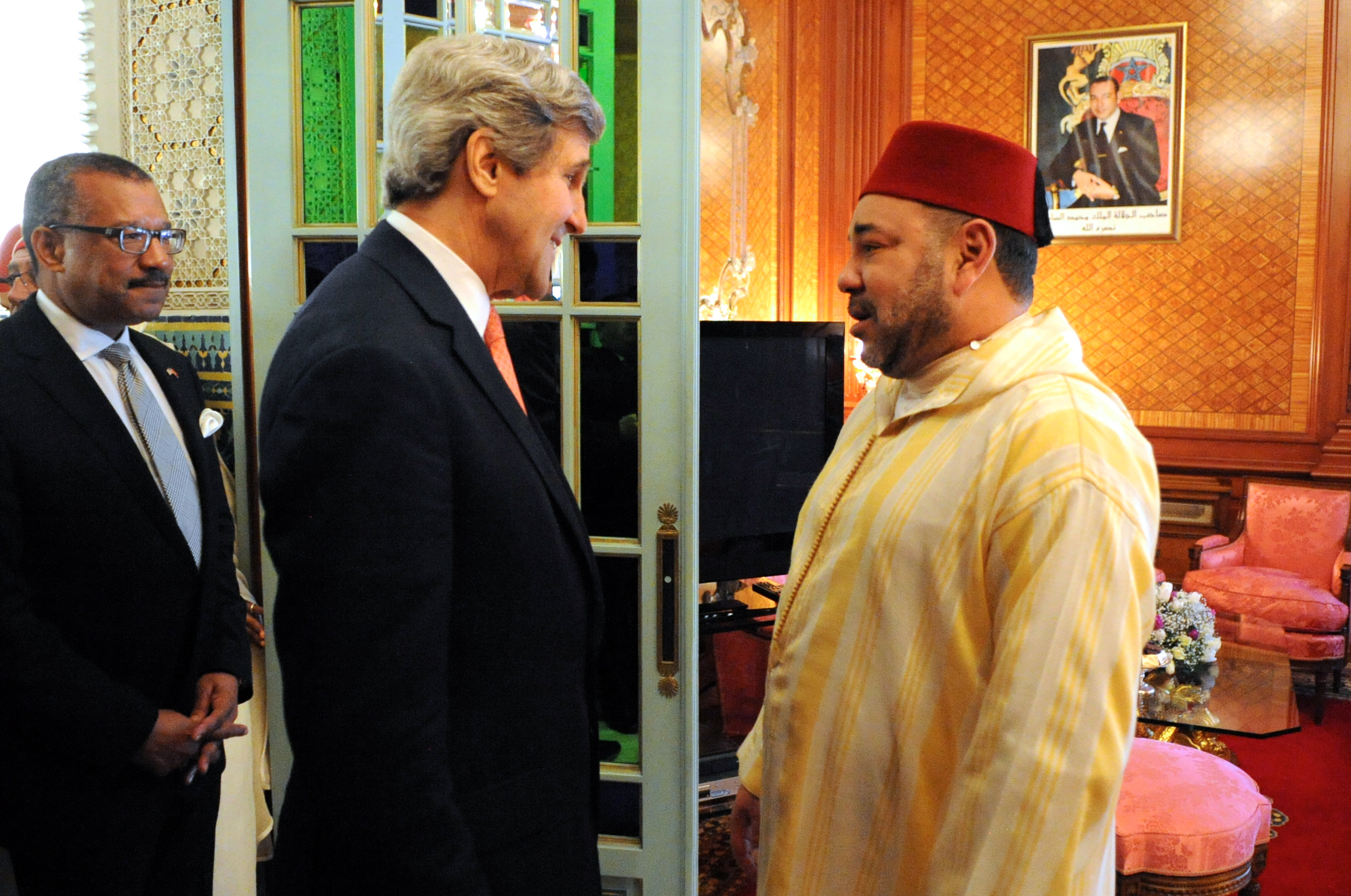
Muhammad VI. s americkým ministrem zahraničí Johnem Kerrym v roce 2014

V prosinci 2020 Muhammad VI. souhlasil s normalizací vztahů s Izraelem pod podmínkou, že USA uznají Západní Saharu jako zemi pod svrchovaností Maroka. Dohoda bude zahrnovat přímé lety mezi těmito dvěma národy.
Muhammad VI. také vytvořil takzvanou Instance Equité et Réconciliation (IER), jejímž úkolem bylo zkoumat porušování lidských práv za vlády Hasana II. Mnozí tento krok vítali jako podporu demokracie, ale byl také kritizován, protože zprávy o porušování lidských práv nemohly jmenovat pachatele. Podle organizací pro lidská práva je v Maroku stále běžné zneužívání. Marocké protesty v roce 2011 byly motivovány korupcí a obecnou nespokojeností s politikou, jakož i těžkostmi globální hospodářské krize.

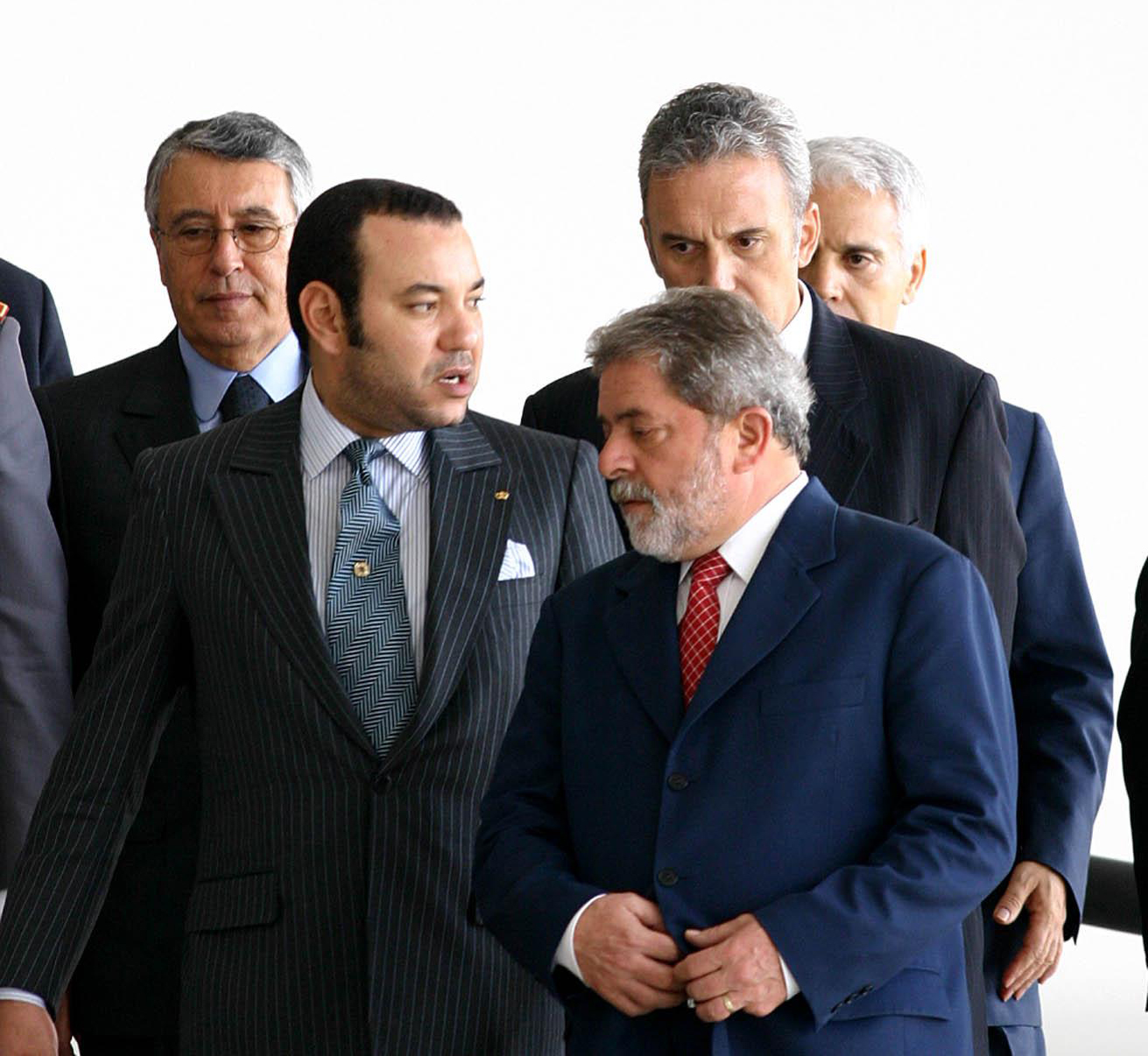
Muhammad VI. (vlevo) s brazilským prezidentem Luizem Ináciom Lulou da Silvou v roce 2004

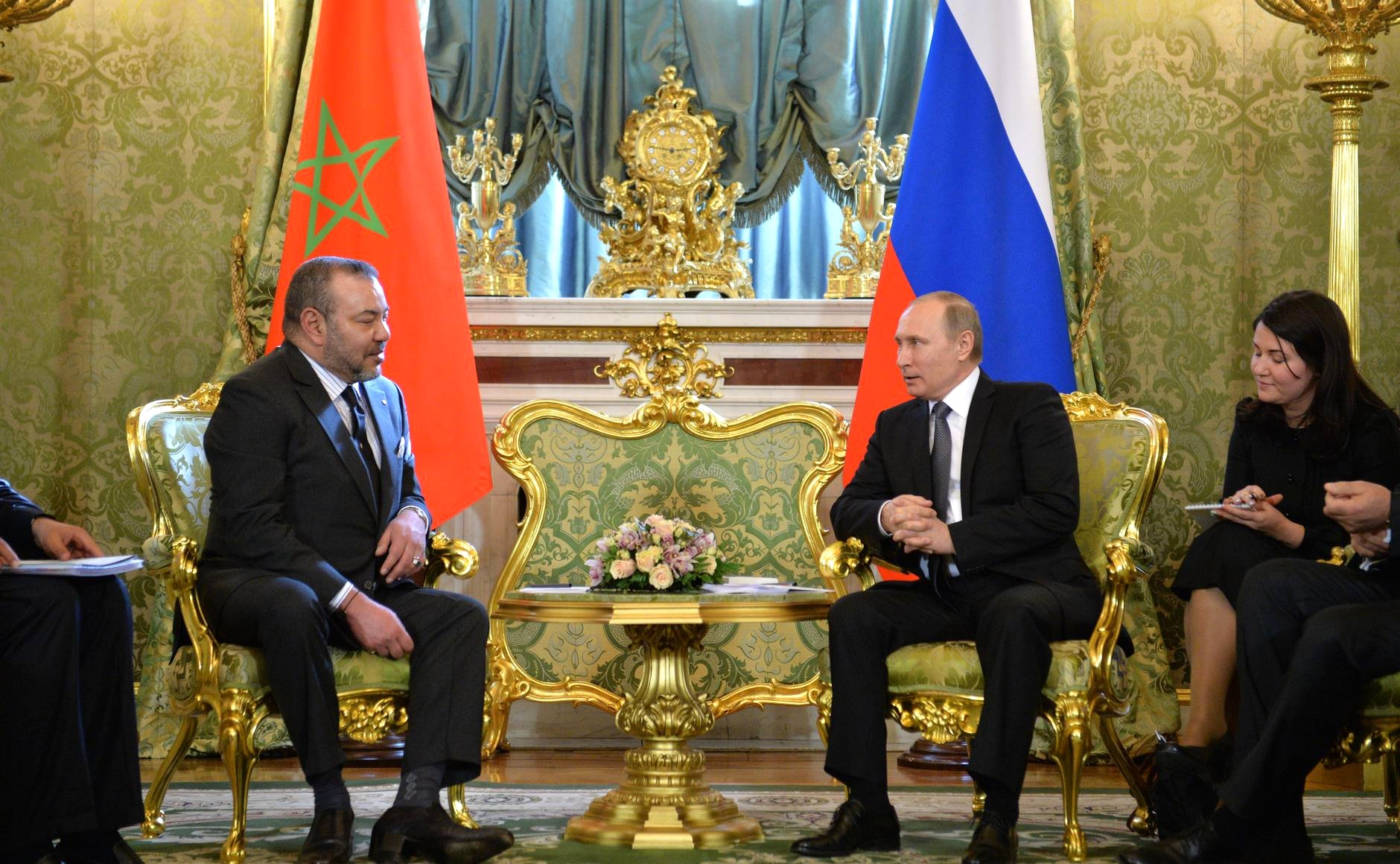
Muhammad VI. (vlevo) s ruským prezidentem Vladimirem Putinem v roce 2016

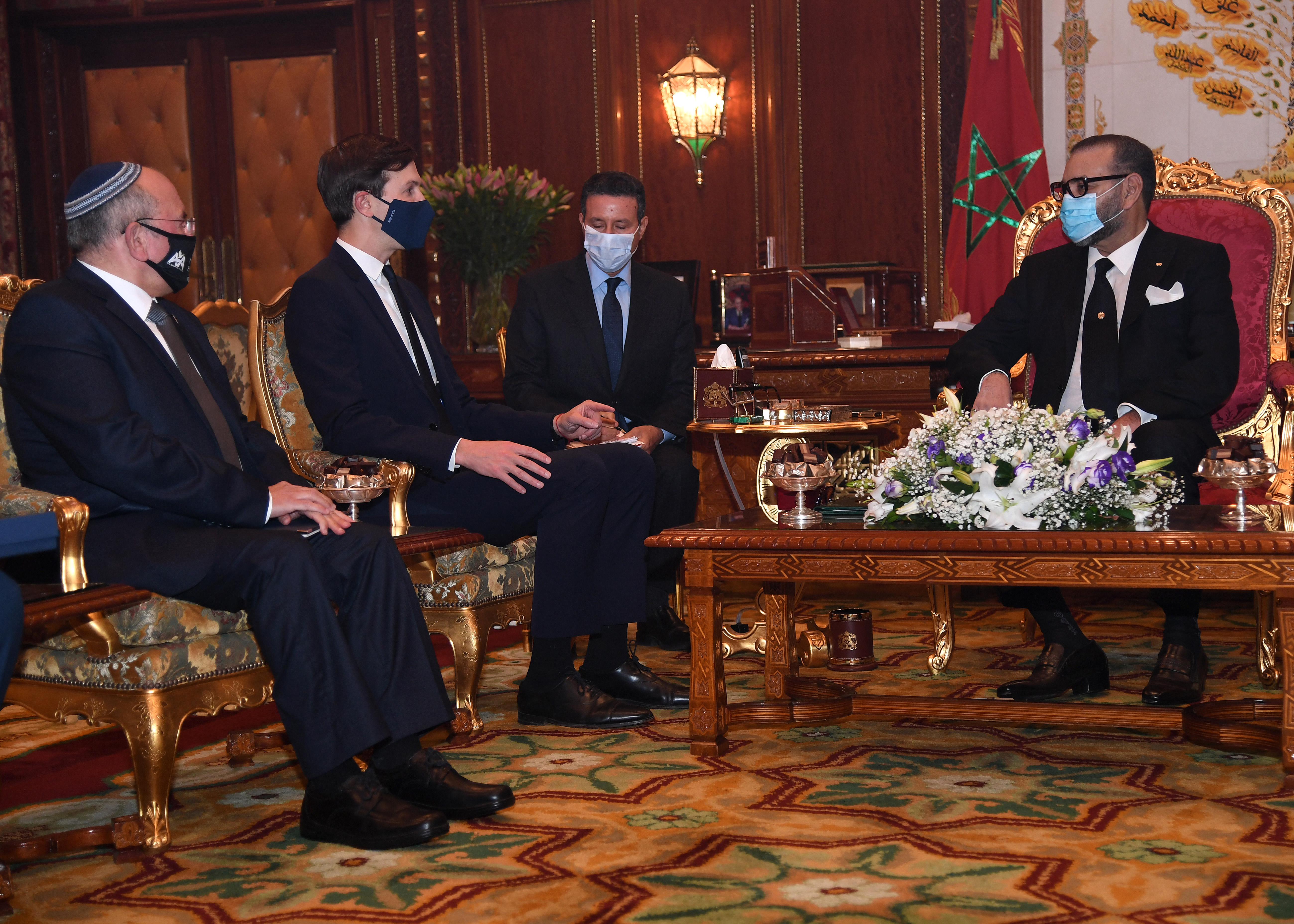
Společná americko-izraelská delegace se setkala s Muhammadem VI. během návštěvy Rabatu dne 22. prosince 2020

Ve svém projevu předneseném dne 9. března 2011 uvedl, že parlament obdrží „nové pravomoci, které mu umožní vykonávat svou zastupitelskou, legislativní a regulační misi“. Kromě toho byla pravomocem soudnictví udělena větší nezávislost na králi, který oznámil, že pověřuje komisi právních vědců, aby do června 2011 vypracovala návrh ústavy. 1. července voliči schválili soubor politických reforem navrhovaných Muhammadem VI.
Reformy sestávaly z následujících bodů:
- Berberština je oficiálním národním jazykem spolu se standardní arabštinou.
- Stát zachovává a chrání jazyk Hassānīya a všechny jazykové složky marocké kultury jako dědictví národa.
- Muhammad VI. má nyní povinnost jmenovat předsedu vlády ze strany, která získala nejvíce křesel v parlamentních volbách, ale může to být kterýkoli člen vítězné strany a ne nutně její vůdce. Předtím mohl král na tuto pozici nominovat kohokoli chtěl, bez ohledu na volební výsledky. Tak tomu obvykle bylo, když žádná strana neměla oproti ostatním stranám velkou výhodu, pokud jde o počet křesel v parlamentu.
- Král již není „posvátný nebo svatý“, ale „čest jeho osoby“ je „nedotknutelná“.
- Vysoké správní a diplomatické funkce (včetně velvyslanců, generálních ředitelů státních společností, provinčních a regionálních guvernérů) jsou nyní jmenovány předsedou vlády a ministerskou radou, které předsedá král; dříve měl tuto moc výlučně ten druhý.
- Předseda vlády je hlavou vlády a předsedou rady vlády, má pravomoc rozpustit parlament.
- Předseda vlády bude předsedat Radě vlády, která připravuje obecnou politiku státu. Předtím tuto pozici zastával král.
- Parlament má pravomoc udělovat amnestie. Dříve byla tato pravomoc výlučně v držení krále.
- Systém soudnictví je nezávislý na zákonodárné a výkonné moci, král tuto nezávislost zaručuje.
- Ženám je zaručena „občanská a sociální“ rovnost s muži. Dříve byla zaručena pouze „politická rovnost“, ačkoli ústava z roku 1996 zaručuje všem občanům rovnost, pokud jde o práva před tímto zákonem.
- Král si zachovává úplnou kontrolu nad ozbrojenými silami a soudnictvím i nad záležitostmi týkajícími se náboženství a zahraniční politiky; král si rovněž ponechává pravomoc jmenovat a odvolávat předsedy vlád.
- Všichni občané mají svobodu myšlení, myšlenek, uměleckého projevu a tvorby. Dříve byla zaručena pouze svoboda projevu a svoboda sdružování.[15] Kritika krále nebo přímý odpor je však stále trestán vězením.

V lednu 2017 Maroko zakázalo výrobu, marketing a prodej burky.

### Hnutí 20. února
Hnutí 20. února vyústilo v částečné reformy.

### Skandály s královskou milostí
Protesty vypukly v marockém hlavním městě Rabatu 2. srpna 2013 poté, co Mohammed omilostnil 48 uvězněných Španělů, včetně pedofila, který si odpykával 30letý trest za znásilnění 11 dětí ve věku od 4 do 15 let. [35][zdroj?]
Bylo také odhaleno, že mezi omilostněnými osobami byl podezřelý z obchodování s drogami, který byl omilostněn před samotným soudem. Bránil se zatčení pomocí střelné zbraně. Antonio García, recidivista s drogami, byl zatčen za držení 9 tun hašiše v Tangeru a odsouzen na 10 let. Některá média tvrdila, že jeho propuštění uvedlo Španělsko do rozpaků.

## Podnikání a bohatství
Muhammad je přední marocký podnikatel a bankéř. V roce 2015 časopis Forbes odhadoval jeho bohatství na 5,7 miliardy USD, ačkoli v roce 2019 Business Insider uvedl částku pouhých 2,1 miliardy USD. Marocká královská rodina má nicméně jedno z největších bohatství na světě.
Mohammed je také předním zemědělským producentem a vlastníkem půdy v Maroku, kde je zemědělství osvobozeno od daní. Jeho holdingová společnost „Siger“ má podíly ve velké zemědělské skupině „Les domaines agricoles“ (původně zvané „Les domaines royaux“, nyní běžně známé jako „Les domaines“), kterou založil Hasan II. V roce 2008 společnost Telquel odhadovala, že tržby „Les domaines“ dosáhly 157 milionů USD (1,5 miliardy Dirhamů), přičemž v uvedeném roce bylo vyvezeno 170 000 tun citrusů. Podle stejného časopisu společnost oficiálně vlastní 12 000 hektarů zemědělské půdy. „Chergui“, výrobce mléčných výrobků, je nejznámější značkou ve skupině. V letech 1994 až 2004 skupinu spravoval švagr Muhammada VI. Khalid Benharbit, manžel princezny Lally Hasny. „Les domaines“ také vlastní „Royal Golf de Marrakech“, který původně patřil Thami El Glaoui.
Denní provozní rozpočet jeho paláce uvádí Forbes na 960 000 $ – které platí marocký stát jako součást rozpočtu 2 576 miliard Dirhamů za rok od roku 2014 – přičemž většinu z toho tvoří náklady na personál, oblečení a opravy automobilů.

## Rodina
Muhammad má jednoho bratra, prince Moulj Rašida a tři sestry, princeznu Lallu Meryem, princeznu Lallu Asmu a princeznu Lallu Hasnu.
Jeho zasnoubení se Salmou Bennaniovou bylo oznámeno 12. října 2001. Vzali se v soukromí v Rabatu dne 21. března 2002 a jejich svatba byla oslavena v královském paláci v Rabatu ve dnech 12. a 13. července 2002. Bennaniové byl udělen osobní titul princezny s oslovením Její královské Výsosti. Mají dvě děti: korunního prince Mulaje Hassana, který se narodil 8. května 2003, a princeznu Lallu Chadidžu, která se narodila 28. února 2007. Rozvod páru byl oznámen 21. března 2018.
Muhamadovy narozeniny 21. srpna jsou státním svátkem, ačkoli slavnosti byly zrušeny po smrti jeho tety v roce 2014.
V roce 2020 koupil od saúdské královské rodiny sídlo v Paříži za 80 milionů eur.

### Děti
| Jméno                      | Datum narození | Místo narození                 | Věk |
| -------------------------- | -------------- | ------------------------------ | --- |
| Korunní princ Mulaj Hassan | 8. května 2003 | Královský palác, Rabat, Maroko | 22  |
| Princezna Lalla Chadidža   | 28. února 2007 | Královský palác, Rabat, Maroko | 18  |